# 카이지 파이널 게임
《카이지 파이널 게임》는 후쿠모토 노부유키의 원작을 바탕으로 제작한 영화이다.

## 캐스팅

### 주연
- 후지와라 타츠야 : 이토 카이지 역

### 조연
- 후쿠시 소타 : 타카쿠라 코스케 역
- 세키미즈 나기사 : 키리노 카나코 역
- 아라타 마켄유 : 히로세 미나토 역
- 요시다 코타로 : 쿠로사키 요히시로 역
- 마츠오 스즈키 : 오츠키 타로 역
- 나마세 카츠히사 : 사카자키 코타로 역
- 아마미 유키 : 엔도 린코 역
- 야마자키 이쿠사부로
- 마에다 고키
- 세토 토시키
- 시노다 마리코
- 카네다 아키오
- 이부 마사토
- 타카오 타카